# Kaloula assamensis
Kaloula assamensis е вид земноводно от семейство Microhylidae.

## Разпространение
Видът е разпространен в Индия (Аруначал Прадеш, Асам и Западна Бенгалия).